# Chlorocnemis marshalli
Chlorocnemis marshalli là một loài chuồn chuồn kim thuộc họ Protoneuridae. Loài này có ở Cộng hòa Dân chủ Congo, Malawi, Mozambique, Zambia, và Zimbabwe. Môi trường sống tự nhiên của chúng là rừng ẩm vùng đất thấp nhiệt đới hoặc cận nhiệt đới, sông ngòi, và suối nước ngọt. Chúng hiện đang bị đe dọa vì mất môi trường sống.